# Vil·la Eulàlia i Vil·la Florida
Vil·la Eulàlia i Vil·la Florida és un conjunt d'Argentona (Maresme) protegit com a Bé Cultural d'Interès Local.

## Descripció

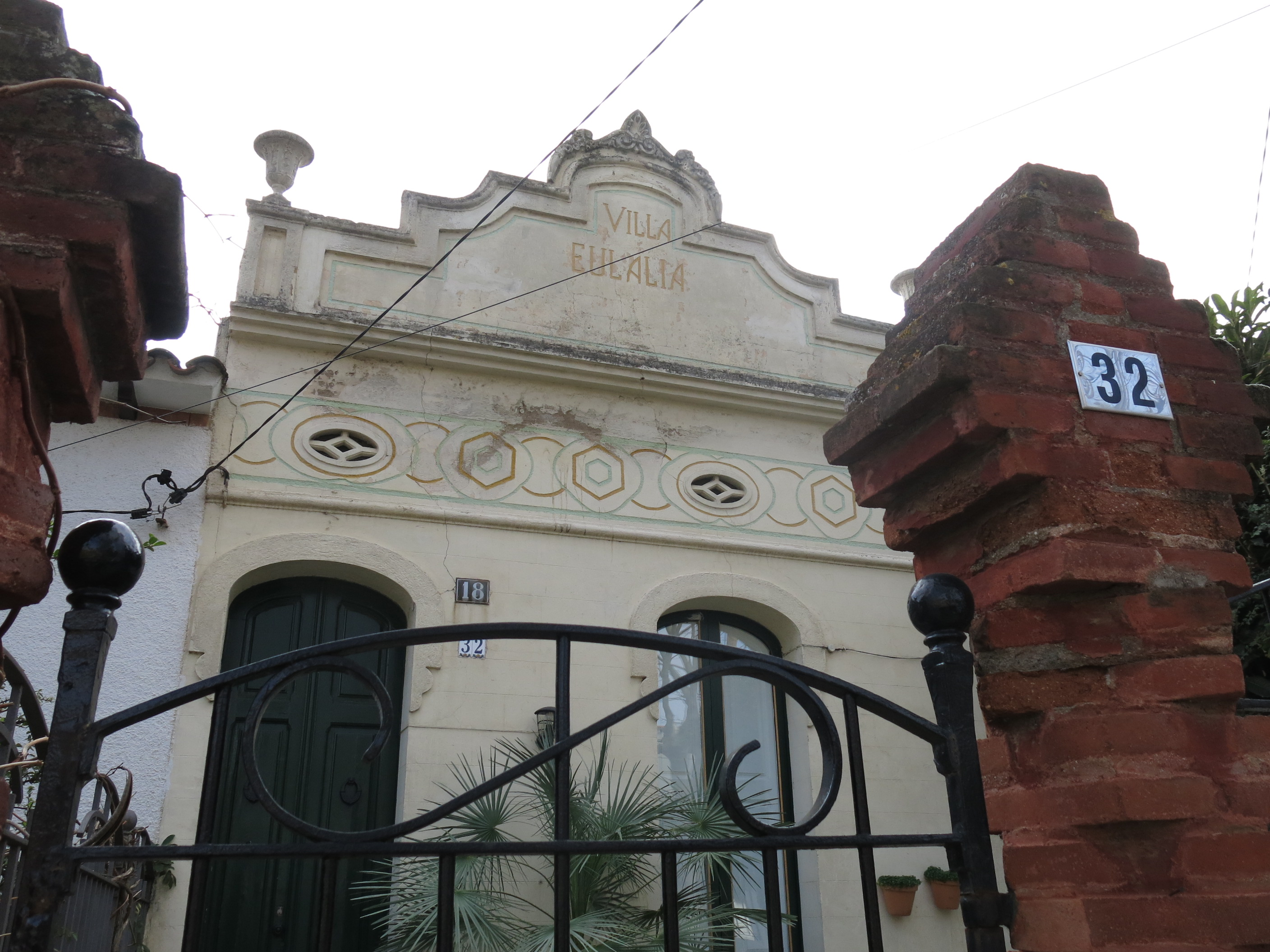
Vil·la Eulàlia

Són dues cases de planta baixa amb teulada i frontó. L'interès de les cases radica en la tipologia del seu agrupament i els espais lliures que genera.
La casa núm. 30 té les obertures motllurades i el coronament, amb peces escultòriques als extrems, porta la inscripció: villa Eulàlia. La casa núm. 32 té l'entrada al lateral, amb dues finestres a la façana. Al frontó trobem la inscripció: villa Florida.